# 緑衣の鬼
『緑衣の鬼』（りょくいのおに）は、 イーデン・フィルポッツの長編小説、「赤毛のレドメイン家」を、江戸川乱歩が翻案・脚色・再構成した長編小説。

## あらすじ
探偵作家の大江白虹とその友人折口は、夜の銀座、ひとりの若い女性が、ビルに映った刃物を持った手の影、それの刺す真似で倒れてしまうところを目撃する。その女性は折口の妹の同級生の笹本芳枝であった。2人が芳江を自宅まで送っていくと、夫の童話作家、笹本静雄は自分たちは何者かにつけ狙われているといい、実際その部屋の窓に怪人物の影が映り、不気味な笑い声が聞こえてくる。
翌日、笹本家を訪問した折口は、そこに笹本の遺体を発見する。近づこうとした折口は、誰かに殴られ昏倒させられてしまうが、遅れてやってきた大江に介抱される。しかし笹本の遺体はなくなり、芳枝も拉致されていた。
大江は、芳枝の伯父にあたる夏目菊次郎の息子で、現在行方不明の夏目太郎が芳枝に思いを寄せていたことを知り、太郎が怪しいとにらむ。太郎の家を訪れてみると、部屋は緑色一色という異常さであった。
笹本が殺された同じ夜、麻布の劉ホテルに、緑色の盛装をした柳田一郎と名乗る青年紳士が宿泊する。ボーイは部屋の掃除中に柳田のトランクの中に笹本芳枝を発見する。かけつけた警察によって芳枝は救助されるが、柳田は逃走する。柳田一郎こそ夏目太郎、笹本殺人の動機は恋する芳枝を我が物とすることと断定され、「緑衣の鬼」と呼ばれるようになる。
そんなある日、大江は笹本芳枝から、現在、伯父の夏目菊次郎とともに伊豆半島の海岸にあるその別荘に居るので来ないかとの手紙をもらう。芳江に恋する大江は喜んでそこへ赴くが、そこにも夏目太郎と思しき緑衣の鬼が出現、またしても芳江は拉致されてしまう。大江は、菊次郎の秘書山崎とともに緑衣の鬼の逃げ込んだ廃墟の水族館に突入し、挟み撃ちにするが、緑衣の鬼は消えてしまう。しかし水槽の中で悶えている芳枝を救助することに成功する。
その後、息子の太郎からの伝言を受けた菊次郎は赴いた洞窟で殺害され、同じ頃、丸の内の大同銀行の貸金庫からは腐乱した笹本静雄と思われる死体が発見される。
再度、身寄りを失った芳枝は、今や恋仲となった山崎とともに菊次郎の兄に当たる粘菌学者の夏目菊太郎に引き取られ、和歌山県の辺境に建つ洋館に移るが、そこにも夏目太郎の影が出現し、芳枝は三たび拉致される。菊太郎はそのことを大江に電報で知らせると同時に、知人の犯罪研究家、乗杉龍平を寄こしてほしいと頼む。会ってみると、犯人になりきるのが自分の探偵術だと言って乗杉は緑衣の鬼の変装をしており、大江は面食らう。
やってきた乗杉、大江、そして山崎の3人は、洞窟の中に芳枝を見つけ救い出す。芳枝は緑衣の鬼は確かに夏目太郎だと証言する。しかし緑衣の鬼は執念深く、芳枝拉致の予告状を寄こし、警備が強化されるものの、こんどは畳の下からの白刃で芳枝は傷つけられてしまう。しかし部屋の下にもぐりこんでみると例の緑衣の鬼の笑い声が聞こえるだけで、その姿はなかった。
突然、乗杉は調べたいことがあるからと東京に帰る。すでに芳枝と山崎の結婚を認めていた菊太郎は、彼らに全財産を贈る遺言状を書いたのち、乗杉を駅まで送るが、戻ってくると、部屋に閉じこもってしまう。そんなとき、大江は芳枝の枕元に緑衣の鬼が立っているのを見る。逃げだした緑衣の鬼を追ってつかまえてみるとそれは乗杉であった。
その夜、寝ている菊太郎の部屋に緑衣の鬼が現れる。しかし老人は立ち向かって来て、緑衣の鬼は素顔を見られてしまう。緑衣の鬼はピストルで菊太郎を射殺する。爺やが主人の死んでいるのを発見して皆を呼ぶが、皆が来た時、菊太郎の遺体は消えていた。そこに乗杉が現れる。大江は自らの推理を語り、乗杉が緑衣の鬼だと言うが、乗杉は笑って、皆の前で真相を語りはじめる。犯人は、幻燈による緑衣の鬼の影と笑い声の腹話術を使っており、実はいつもその部屋にいたのだ。笹本の遺体があれほど苦労して隠されたのはなぜか。それはあの遺体が笹本ではなく夏目太郎だったからだ。笹本が緑衣の鬼であり、それは山崎である。そして芳枝も最初から共謀していたのだ。彼らの目的は夏目一族を根絶やしにして夏目家の全遺産を手中にすることにあった。山崎は証拠を求めるが、殺したと思った菊太郎が実は乗杉の変装だったため、その場で服毒自殺、芳枝もあとを追う。

## 概要と解説
本作は1936（昭和11年）、講談社の『講談倶楽部』に1月号から12月号まで連載されたものである。前年、乱歩は翻訳家の井上良夫からイーデン・フィルポッツの『赤毛のレドメイン家』を紹介されて感銘を受け、娯楽雑誌の連載物としてその大筋を取り入れ、乱歩流儀に書き改めた。そのため、乱歩作品の中では一貫した筋のある作品となっている。
江戸川乱歩は評論『鬼の言葉』で『レドメイン家』を恋愛を軸とし、論理と感情が有機的に融合しているという点で、『トレント最後の事件』を越えていると評している。1935年（昭和10年）10月に『レドメイン家』は『世界探偵名作全集』の第一巻として刊行されているが、その刊行から時を置かずして、本作は連載されている。連載予告では『闇の声』というタイトルになっていた。

## 登場人物
大江白虹（おおえ　はっこう）
探偵作家。35、6歳。芳枝に好意を寄せる。
折口幸吉（おりぐち　こうきち）
白虹の友人。帝国日日新聞の警視庁詰めの社会部記者。30歳前後。
笹本　芳枝（ささもと　よしえ）
折口の妹の女学校時代の友人。旧姓、絹川。夏目菊三郎の娘。
笹本　静雄（ささもと　しずお）
芳枝の夫で、童話作家。おかっぱ頭で眼鏡をかけている。
夏目菊次郎（なつめ　きくじろう）
芳枝の伯父。50歳を越えている。数社の会社の大株主、名義上の重役もつとめている、配当生活者。笹本との結婚で芳枝を義絶していたが、笹本の死後、芳枝を引き取る。
夏目太郎（なつめ　たろう)
菊次郎の息子。27、8歳。緑色を偏愛し、所持品はすべて緑色としている。芳枝に思いを寄せている。
夏目菊太郎（なつめ　きくたろう）
菊次郎の兄。芳枝の伯父で、粘菌学者。ずっと独身で来ており妻子はない。和歌山県の人里離れた洋館に住む。
夏目菊三郎（なつめ　きくさぶろう）
芳枝の父。夏目三兄弟の末弟。故人。借財だけを残して、妻ともどもこの世を去っている。
山崎（やまざき）
菊次郎の秘書の青年。ギリシャ彫刻的な美貌の持ち主。芳枝の護衛係。
丸井定吉（まるい　さだきち）
S村の中年の漁師。夏目太郎からのメッセージを菊次郎に届けている。
木下（きのした）
警視庁の捜査係長の警部。白虹の知人。
乗杉龍平（のりすぎ　りゅうへい）
夏目菊太郎の知人の奇人。犯罪を研究しているという。40歳前後。池袋近くの土蔵で暮らしている。警視庁捜査科の刑事を勤めていたこともある。犯罪事件の容疑者そっくりの扮装をし、容疑者の心理をつかむという捜査手法をとる。
K町の警察署長
夏目菊太郎邸での事件を担当。
緑衣の鬼
芳枝を付け狙うもじゃもじゃ赤毛に全身緑衣の怪人物。執拗に芳江を拉致しようとし、そのためには人殺しも辞さない。

## 備考
- 『探偵小説四十年』によると、江戸川乱歩は1934年1月頃、作品執筆のため、チェコスロヴァキア公使館近くの「張ホテル」と呼ばれる麻布区の「木造二階建ての洋館の小さなホテル」に長期滞在している。このホテルは元々は西洋人向けの住宅であったものをホテルに改装したらしく、ボーイに訊ねたところ、客はヨーロッパ人と支那人が半々位で、日本人は殆ど利用しないということであったという。前年4月に下宿屋「緑館」を手放し、芝区車町の土蔵つきの借家に転居したが、騒音に悩まされたため「市内放浪」してこのホテルを発見したという。だが、当時の連載作品『悪霊』執筆が進まず、一ヶ月契約であったところを、半月で飛び出してしまっている。ただし、ホテル自体にはかなり魅了されていたらしく、本作に登場する「劉ホテル」は「張ホテル」がモデルであろうと推定されており、作中には、柳田が日本人以外の宿泊客がいるかと訊ね、ボーイがチェコスロヴァキアと支那とイギリス人の夫妻のみが泊まっていると説明する場面がある。「張ホテル」と思しき建物は後年の『影男』にも登場する[3][4]。
- 本作の登場人物には「折口」・「柳田」など、民俗学者の影響と思われる命名がなされており、夏目菊太郎老人には民俗学者南方熊楠をモデルにした形跡が見られる。熊楠は乱歩の友人で画家の岩田準一と、1941年（昭和16年）9月まで、熊楠52通、準一68通に及ぶ、膨大な書簡を交換しており、その中には準一と乱歩の「衆道歌仙」にまつわるものもあった。熊楠・準一ともに男色研究家である。この関係が、夏目菊太郎と乗杉龍平との交流に繁栄されており、また乱歩自身の民俗学者への高い評価を表しているとも言える[5][6]。
- 冒頭の笹本芳枝が夜の銀座のビルの壁に映った巨人の影に襲われて失神するという演出は、少年物の『妖人ゴング』でもくり返されており、また『宇宙怪人』の円盤の描写にも使われている[7]。

## 収録作品
- 角川文庫『緑衣の鬼』（1974年9月）
- 講談社（江戸川乱歩推理文庫）『緑衣の鬼』（1989年4月）
- 創元推理文庫『緑衣の鬼』（1996年11月）
- 光文社文庫『江戸川乱歩全集 第11巻 緑衣の鬼』収録（2004年5月）